# Maisy Allen
Pour l’article homonyme, voir Allen.
Pas d'image ? Cliquez ici

a Compétitions nationales et continentales officielles uniquement.

b Matchs officiels uniquement.
Dernière mise à jour le 7 octobre 2023.
Maisy Allen, née le 21 septembre 2002 à Dorchester (Angleterre), est une joueuse internationale anglaise de rugby à XV évoluant au poste de troisième ligne aile. Elle joue à Exeter.

## Biographie
Maisy Allen naît le 21 septembre 2002 à Dorchester. Elle débute à huit ans au Wimborne RFC. À l'âge de 16 ans elle rejoint le programme de formation de haut niveau du Hartpury College. 
En février 2021, elle fait ses débuts avec l'équipe première de Gloucester-Hartpury. Elle signe aux Exeter Chiefs à la fin de la saison. 
En mars 2023, elle est co-capitaine de l'équipe d'Angleterre des moins de 20 ans au cours d'un match contre l’Écosse puis d'une série aller-retour face à la France. Au mois de juin, elle est titulaire lors de la finale de Premiership perdue contre Gloucester-Hartpury. 
Elle obtient sa première sélection senior avec l'Angleterre lors d'un match contre le Canada en septembre 2023, où elle marque un essai. Elle est au nombre des trente joueuses qui partent en Nouvelle-Zélande participer à la première édition du WXV. Elle joue les trois rencontres (une titularisation). 

## Palmarès
- vainqueure du WXV en 2023
- finaliste du championnat d'Angleterre en 2022 et 2023